# Dilermando de Aguiar
Dilermando de Aguiar är en kommun i Brasilien.   Den ligger i delstaten Rio Grande do Sul, i den södra delen av landet, 1 700 km söder om huvudstaden Brasília. Antalet invånare är 3 064. Arean är 603 kvadratkilometer.
Terrängen i Dilermando de Aguiar är platt.
Trakten runt Dilermando de Aguiar består i huvudsak av gräsmarker. Runt Dilermando de Aguiar är det mycket glesbefolkat, med 5 invånare per kvadratkilometer.